# Amenhotep (Schatzmeister)
Amenhotep war ein altägyptischer Schatzmeister der 13. Dynastie, der vor allem aufgrund seines Grabes in Dahschur bekannt ist. Dort fanden sich die Reste seines Holzsarges, auf denen er als Königlicher Siegler (Ḫtm.tj-bjtj = Chetemti-biti), Einzig(artig)er Freund (Smḥr-w ˁ.tj = Semher-wati) und Schatzmeister (Jmj-r3-ḫtmt = Imi-ra-chetemet) bezeichnet wird. Der Sarg ist mit langen religiösen Texten dekoriert, die bisher zum großen Teil keine Parallelen in den sogenannten Sargtexten haben. Von Amenhotep gibt es auch einige Siegel, die stilistisch in die 13. Dynastie datieren.